# Taverna
Taverna est une commune italienne de la province de Catanzaro, dans la région Calabre. Elle se trouve au pied des montagnes de la Sila, et comptait environ 2 560 habitants en 2019.
Elle est connue pour être la patrie de naissance du peintre Mattia Preti (1613-1699).

## Histoire

### Origines légendaires: la cité de Trischene
Selon une légende encore tenace, la ville de Taverna, anciennement Trischene, fut fondée au temps de la domination grecque de la Calabre par les trois sœurs du roi troyens mythique Priam : Astiochema, Medicastena et Attila. Ces dernières auraient survécu à la destruction de la cité antique de Troie et se seraient enfuies en Calabre où, après avoir accosté à Uria (aujourd'hui un hameau de la commune de Sellia Marina), elles auraient fondé à proximité la ville de Trischene.
Plusieurs étymologies sont proposées pour le nom de Trischene. La plus commune en fait un dérivé de Treis Schenè c'est-à-dire les trois lieux ou les trois tabernacles. Toutefois, certains historiens proposent plutôt la locution trois générations d'hommes comme origine étymologique.
Les origines grecques de la cité de Trischene sont attestées par la mise en évidence de sépultures contenant des squelettes de l'époque grecque, mais également par la découverte de pièces de monnaie antiques avec comme effigie, au recto, trois tabernacles (dont la ville tiendrait son nom) et, au verso, le minotaure. Durant les VIIIe et VIIe siècles av. J.-C., la cité est sous la domination de sa voisine Crotone (anciennement Kroton) et successivement, avec l'expansion romaine, elle se retrouve sous la tutelle de Rome pour échapper à l'invasion et à la domination des Bruttiens (peuple issu des Lucaniens et vivant dans la pointe sud de la péninsule italienne) et des Carthaginois, alors en guerre contre Rome.

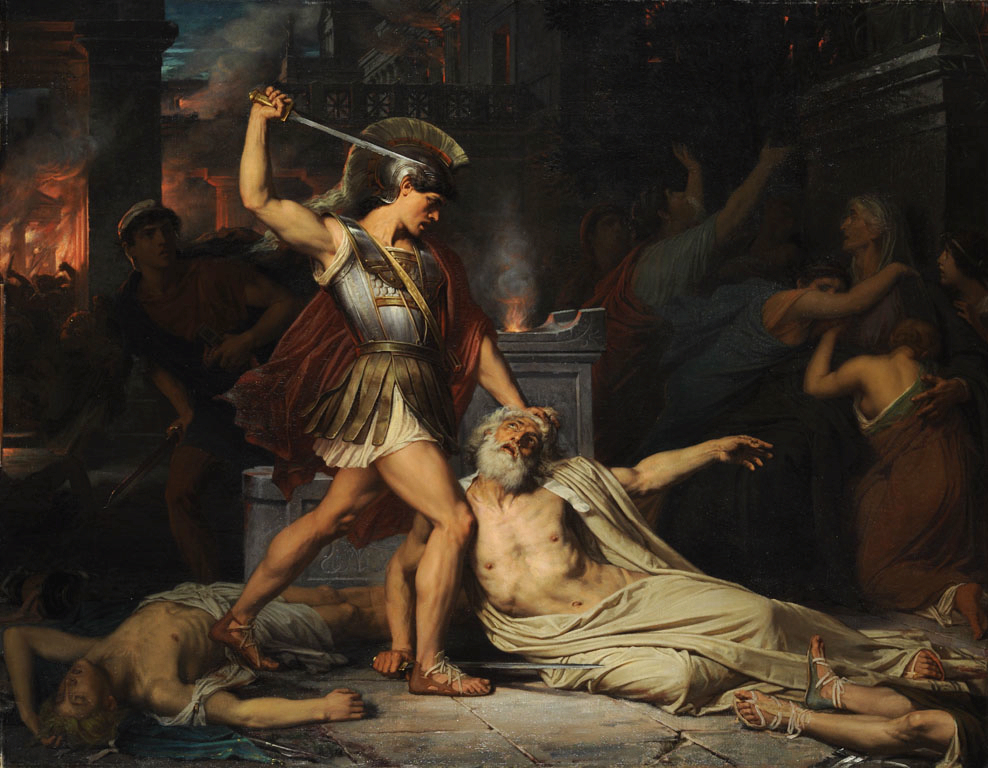
La Mort de Priam, 1861, par Jules Lefebvre.
Carte des différents peuples italiens.
Carte de la Grande-Grèce.

### Domination byzantine et première destruction

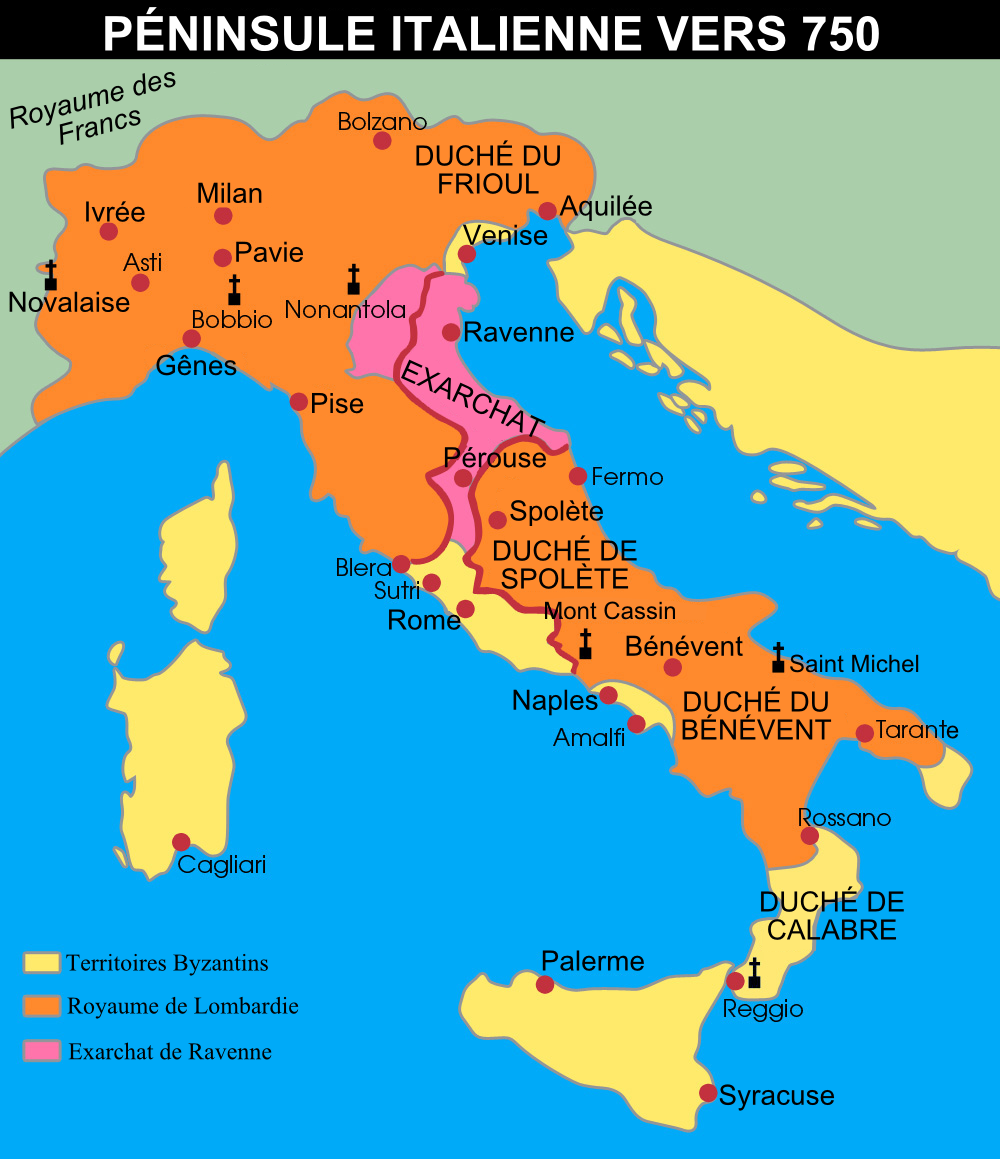
Carte administrative des divisions de la péninsule italienne vers l'an 750.

Dans la période consécutive au déclin de l'Empire romain d'Occident, Trsichene tombe sous la domination de l'Empire byzantin qui profite de l'agitation politique de l'ex-empire romain pour s'emparer du sud du pays. L'Empire byzantin intègre ainsi Trischene et le sud de la péninsule italienne au duché byzantin de Calabre, lui-même appartenant au Catépanat d'Italie qui était sous la tutelle directe de l'empereur de Byzance.
On retrouve un témoignage de la période byzantine de Trischene dans un document historique du XIIe siècle, conservé dans l'église San Giovanni a Carbonara de Naples. Le manuscrit en question est intitulé Chronica Trium Tabernarum et a été écrit par Ruggero Carbonello, diacre canonique (c'est-à-dire ordonné selon le droit canon) de l’Église de Catanzaro, grande ville voisine et aujourd'hui chef-lieu régional de la Calabre. Cette Chronica Trium Tabernarum a été publiée pour la première fois en 1642 par le moine, abbé et historien d'origine florentine Ferdinando Ughelli (1595-1670) au sein de l'ouvrage Italia Sacra. Ughelli considérait alors le manuscrit comme un faux en raison de ses inexactitudes, de ses références confuses et enfin du manque de logique chronologique des évènements.

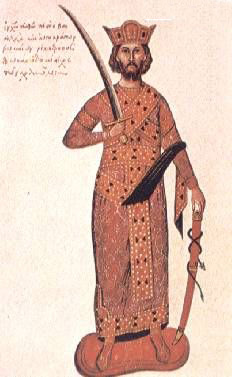
L'empereur Nicéphore II Phocas.

Selon le manuscrit, la cité de Trischene aurait été assiégé puis détruite par des Sarrasins aux alentours de l'an 852. À cette époque, des razzias et des raids menés par des pirates et des troupes musulmanes provenant d'Afrique du Nord étaient en effet fréquents le long des côtes de la Calabre et de la Sicile. En profitant de la situation d'instabilité, des soldats lombards installés dans le duché de Bénévent (qui, lui aussi, appartenait auparavant au Catépanat d'Italie mais qui s'était finalement affranchi de la tutelle byzantine pour créer un état de facto) auraient alors conquis avec une grande facilité le nord de l'ancien duché de Calabre et de la Lucanie, qui étaient restés depuis des décennies des possessions de l'empire byzantin, et se seraient donc emparés des ruines de Trischene.
En 885, l'empereur byzantin Basile Ier décide de faire face à la situation et de réparer l'affront que lui ont fait les soldats et mercenaires lombards. Il envoie alors une armée guidée par le général Nicéphore Phocas l'Aîné qui réussit en quelques années à reconquérir les thèmes byzantins d'Italie. C'est pendant cette période que le condottiere Giordano, un des lieutenants de Phocas l'Aîné, aurait été chargé de rebâtir les nombreuses cités antiques rasées par les Sarrasins trois décennies plus tôt. C'est ainsi que Trischene est reconstruite plus l'intérieur des terres et est fortifiée de manière à être plus sûre et à pouvoir servir de bastion.
Taberna ou Taverne la Vieille est donc fondée sur les ruines de Trischene, bâtie sur le flanc du Mont Panormite pour assurer sa protection, entre les actuelles communes d'Albi et de Sellia. Le condottiere Giordano consent d'ailleurs à créer un diocèse en faisant de cette ville un futur lieu d'importance. Toutefois, il existe une seconde version des faits, soutenue par l'historien Ferrante Galas, qui fait plutôt remonter la fondation de la ville de Taberna à l'empereur byzantin Nicéphore II Phocas, petit-fils de Phocas l'Aîné, ce qui reporterait la fondation de la cité d'un demi-siècle.

### Domination normande et seconde destruction
Pendant la seconde moitié du XIe siècle a lieu la conquête normande de l'Italie du Sud. La cité de Taberna est donc conquise par les soldats normands de l'aventurier normand Robert Guiscard, qui après la prise totale de la péninsule se fera proclamer duc d'Apulie, de Calabre et de Sicile. Guiscard fait don en 1057 de Taberna à son neveu Abélard (fils de son frère Onfroi de Hauteville, 3e comte normand d'Apulie), qui revalorise et modernise la cité en faisant construire un imposant système défensif et de protection. En 1077, Taberna passe aux mains d'Ugone Falloc,.
En 1122, le siège du diocèse, qui avait été établi à Taberna par le condottiere byzantin Giordano quelques siècles plus tôt, est déplacé à Catanzaro sur ordre du Pape Calixte II.
En 1161, lors de la révolte des barons menés par Mathieu Bonnel contre le roi Guillaume Ier la Mauvais, de nombreux nobles calabrais provenant de la région autour de Catanzaro et de Taberna s'élèvent aussi contre l'autorité du roi. La comtesse Clemenza de Catanzaro, promise fiancée de Mathieu Bonnel, se met à la tête de la révolte en Calabre. Pour empêcher l'avancée des troupes royales venues mater la révolte, elle s'installe dans le château de Taberna avec ses soldats fidèles. Le roi Guillaume Ier la Mauvais vient alors personnellement assiéger la cité de Taberna qu'il prend dès le second assaut. La ville est alors de nouveau complètement rasée pour punir ses habitants.

### Nouvelle Taverna et époque moderne

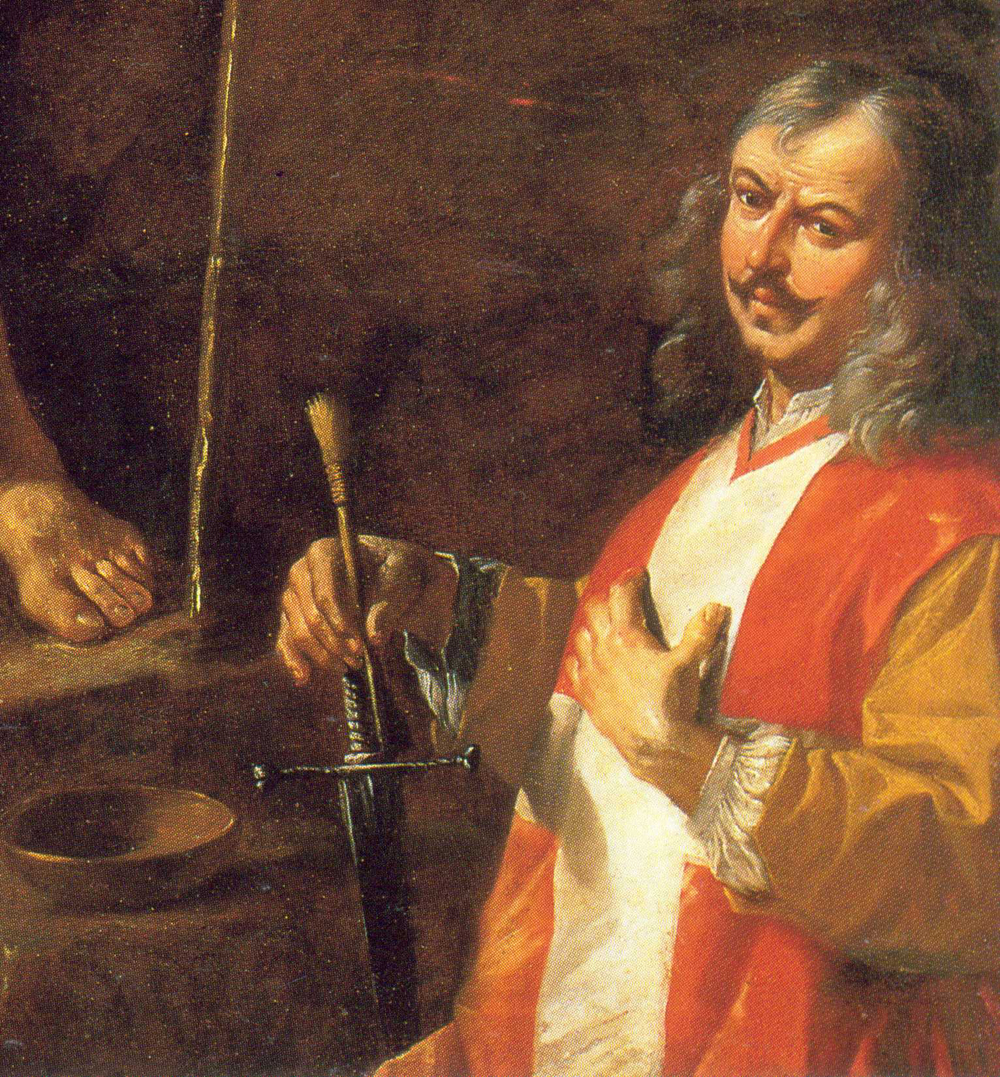
Autoportrait de Mattia Preti conservé à Taverna.

Taberna complètement rasée, elle est abandonnée par sa population qui subit alors la misère, victime des guerres, parmi lesquelles la lutte faisant rage entre la Maison capétienne d'Anjou-Sicile et la Couronne d'Aragon pour l'héritage de la reine Jeanne II de Naples. Les anciens habitants s'établissent autour de l'ancien hameau de Bompignano (aujourd'hui au sein du quartier de Santa Maria) où ils fondent l'actuel village de Taverna, situé stratégiquement entre les torrents Alli et Litrello.
En février 1443, le roi de Naples Alphonse V d'Aragon concède à la nouvelle ville de Taverna la domanialité. Ce privilège désigne le fait de ne plus être un fief dirigé par un seigneur et sa famille mais d'être un territoire libre, directement sous la tutelle de la couronne et administré par un conseil de patriciens (les membres des principales familles de la cité). Ce droit n'était à l'époque accordé qu'aux villes de grande importance et Taverna le conservera jusqu'en 1630, lorsque le roi d'Espagne et des Deux-Siciles Philippe IV décide de la vendre au prince Ettore Raveschieri. Ce dernier rend d'ailleurs sa liberté à la ville peu de temps après, en s'étant entre-temps fait payer des droits par les patriciens pour qu'ils puissent réacquérir leurs privilèges.
La première moitié du XVIIe siècle voit également l'apparition de la fratrie des peintres Preti. Fils d'Innocenza Schipani, membre d'une des quatorze familles patriciennes de Taverna, les peintres napolitains Gregorio Preti puis Mattia Preti naitront et grandiront dans ce même village.
Au cours du XIXe siècle, les alternances et instabilités politiques dues à la République parthénopéenne, aux insurrections et révoltes du Risorgimento, à l'unification de l'Italie en un unique État, à la misère de la population, au dures conditions de vie et enfin au brigandage post-unitaire ont poussé la majeure partie des ordres monastiques et des familles patriciennes de Taverna à quitter la ville.

## Économie et société

### Société
La ville de Taverna est le siège d'un Pro loco (un réseau d'associations de bénévoles qui œuvre pour la promotion du tourisme local) mais aussi d'une station de Carabiniers (équivalent de la Gendarmerie).
Une bibliothèque municipale, un musée civique et un musée dépendant de la paroisse de Santa Barbara sont présents dans la commune. De très nombreuses œuvres du peintre Mattia Preti (dont certains tableaux sont exposés au Musée du Louvre à Paris, au Musée du Prado à Madrid, au Musée de l'Ermitage à Saint-Pétersbourg ou au Metropolitan Museum of Art à New York) sont aussi conservés dans les églises et les musées de la commune.

### Économie
L'économie se base, outre que sur le tourisme, sur l'agriculture, l'élevage et en moindre partie l'industrie. On note ainsi une importante production de céréales, de froment, de fourrage pour animaux, d'oliviers, de raisins et d'agrumes.
Milieu rural, l'élevage est également une source de ressources importantes pour les habitants de Taverna. L'élevage de bovins, d'ovins et de caprins sont ainsi majoritaires.
Enfin, l'industrie est surtout présente sur le territoire de la commune sous la forme de petites entreprises. Ces dernières sont ainsi actives dans le domaine de l'alimentaire, du bâtiment, des matériaux de construction et de la fabrication de meubles.
On remarque aussi des services bancaires ou de consultance informatique.

### Démographie
En 2017, 15 % de la population avait moins de quatorze ans et 17 % avait plus de 65 ans, contre 68 % considérés comme des actifs, ayant entre 15 et 64 ans. Ce pourcentage est le même depuis la fin des années 2000 et le début des années 2010. Auparavant, le nombre de jeune était légèrement supérieur et celui de personne dans la vie active légèrement inférieur, tandis que celui que le pourcentage de retraités n'a pas changé depuis presque deux décennies.

## Monuments et lieux d'intérêts
Du fait de l'installation d'ordres monastiques à Taverna pendant le Moyen-Âge puis la Renaissance, on compte de nombreuses églises sur le territoire de la commune.
Église San Domenico

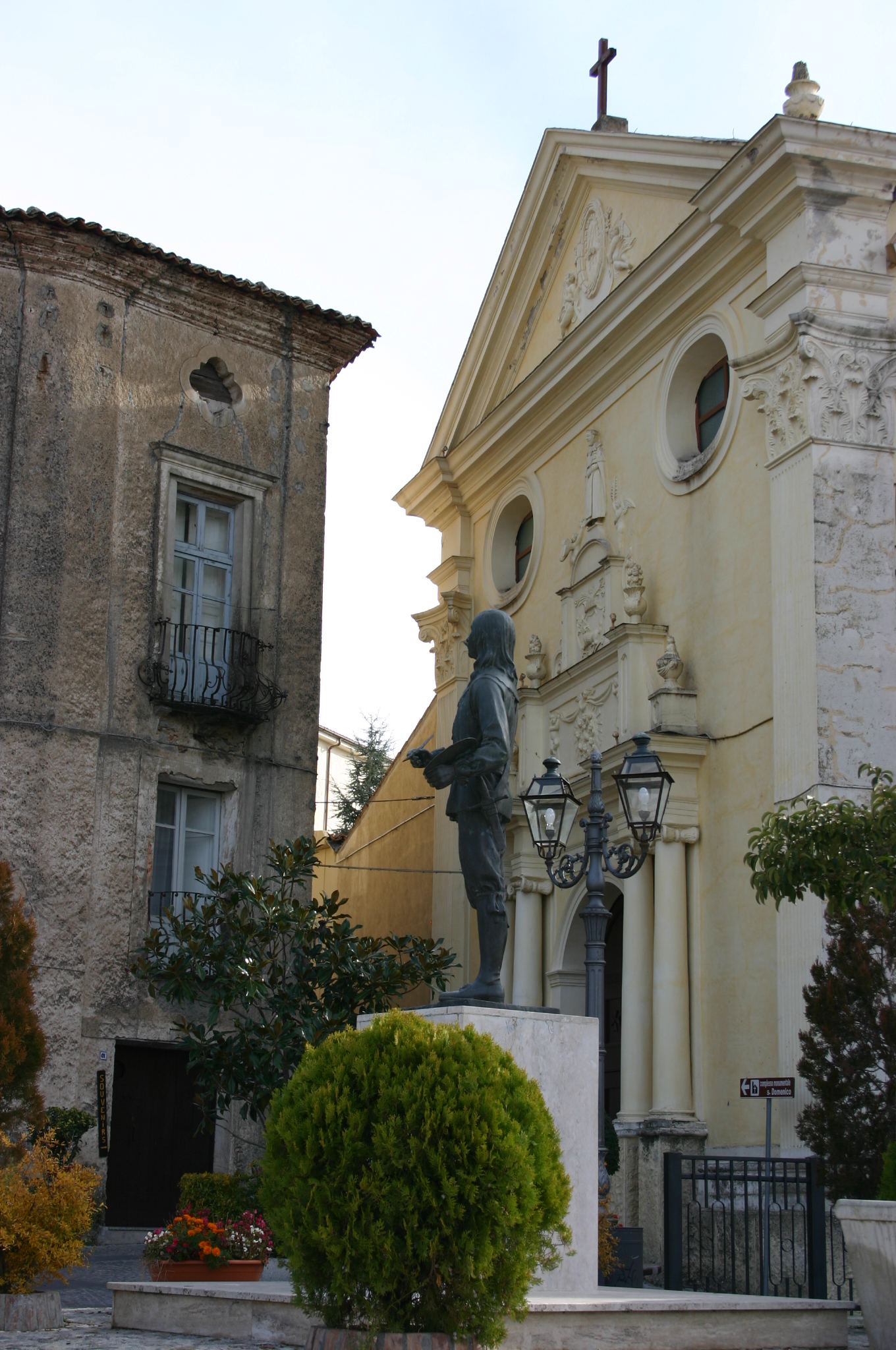
Église de San Domenico avec la statue de Mattia Preti.

La construction de cette église débute le 4 janvier 1464 sous la direction de l'Ordre des Prêcheurs. Comme en témoigne une bulle papale rédigée par Paul II, elle a été bâtie par l'architecte Fra Paolo de Mileto. D'après les recherches effectuées par l'historien de l'art Alfonso Frangipane (1881-1970), l'église aurait été partiellement détruite lors d'un tremblement de terre en 1662. Reconstruite entièrement quelques années plus tard, l'intérieur a été réalisé par le célèbre peintre Mattia Preti et est donc stylistiquement très proche de la Co-cathédrale Saint-Jean de La Valette, à Malte, aussi réalisée par Preti. La reconstruction est complètement terminée en 1680.
Le 22 août 1748, un couvent attenant à l'église est ouvert sur ordre du Pape Innocent VIII. Toutefois, il est supprimé au début du XIXe siècle pendant la domination française et napoléonienne avant d'être rouvert durant la Restauration en 1820. En 1861, une bande criminelle de 200 brigands (c'était alors la période du brigandage post-unitaire) attaque Taverna et la population doit se réfugier dans l'église de San Domenico jusqu'à l'arrivée des Gardes royaux. Cependant, un incendie provoqué par ces mêmes brigands cause la perte de l'ensemble des archives de l'église. Le 26 février 1970, plusieurs œuvres conservées dans l'église et réalisée par Mattia Preti et Gregorio Preti sont volées. En raison de cet évènement, l'église ferme ses portes pour presque deux décennies, jusqu'en 1988, après que les œuvres eurent été retrouvées et rendues à l'église.
Autres églises
- Église Santa Barbara, conservant des œuvres du peintre napolitain Fabrizio Santafede.
- Église Santa Maria Maggiore, conservant des œuvres du peintre florentin Giovanni Balducci et du peintre sicilien Giovanni Bernardino Azzolini.

## Administration

### Liste des maires
| Période                                  | Période  | Identité             | Étiquette | Qualité |
| ---------------------------------------- | -------- | -------------------- | --------- | ------- |
| 31 mai 2015                              | en cours | Sebastiano Tarantino |           |         |
| Les données manquantes sont à compléter. |          |                      |           |         |

### Jumelage
- Iż-Żurrieq (Malte)

## Géographie administrative
- Réserve naturelle Gariglione-Pisarello

### Hameaux et lieux-dits
- Monaco
- Villagio Mancuso
- Villagio Racise

### Communes limitrophes
Albi, Aprigliano, Colosimi, Cotronei, Fossato Serralta, Mesoraca, Parenti, Petilia Policastro, San Giovanni in Fiore, Sorbo San Basile, Zagarise

## Personnalités liées
- Mattia Preti (1613-1699), peintre italien de l'école napolitaine actif à Rome et à Malte. Ses œuvres sont notamment exposés au Musée du Louvre à Paris, au Musée du Prado à Madrid, au Musée de l'Ermitage à Saint-Pétersbourg et au Metropolitan Museum of Art à New York.
- Gregorio Preti (1603-1672), frère de Mattia et également peintre de l'école napolitaine bien que de moindre renommée.
- Saint Falco di Palena (XIe siècle), moine basilien canonisé en 1893.
- Marco Tulio Catizone, natif de Taverna, qui en 1598 prétendit être le roi du Portugal Sébastien Ier.